# Anke Scholz
Anke Scholz (* 25. November 1978 in Berlin) ist eine ehemalige deutsche Schwimmerin. Sie gewann 1996 eine olympische Silbermedaille.
Anke Scholz startete für die SG Coubertin Berlin. Bei den Junioreneuropameisterschaften 1992 siegte sie mit beiden Freistilstaffeln. 1993 gewann sie dann fünf Titel bei den Junioreneuropameisterschaften: Außer den beiden Freistilstaffeln siegte sie über beide Rückendistanzen sowie über 100 Meter Freistil. 1994 gewann sie bei den Deutschen Meisterschaften den Titel über 200 Meter Rücken, über 100 Meter Rücken belegte sie den zweiten Platz hinter Sandra Völker. 
Bei den Deutschen Meisterschaften 1996 belegte sie den zweiten Platz über 100 Meter Rücken, den dritten Platz über 200 Meter Rücken und den fünften Platz über 200 Meter Freistil. Bei den Olympischen Spielen 1996 trat sie in drei Wettbewerben an. Über 100 Meter Rücken belegte sie den zehnten Platz, während sie als Vierte über 200 Meter Rücken eine Medaille nur knapp verpasste. Die 4-mal-200-Meter-Freistilstaffel in der Aufstellung Franziska van Almsick, Kerstin Kielgaß, Anke Scholz und Dagmar Hase belegte mit anderthalb Sekunden Rückstand auf die US-Staffel den zweiten Platz.
Anke Scholz konnte sich bei deutschen Meisterschaften noch bis 2001 platzieren, internationale Erfolge gelangen ihr nicht mehr, da mit Antje Buschschulte eine andere Berliner Rückenschwimmerin meist deutlich vor ihr lag.